# Camponotus janussus
Camponotus janussus är en myrart som beskrevs av Bolton 1995. Camponotus janussus ingår i släktet hästmyror, och familjen myror. Inga underarter finns listade.